# Imatge especular

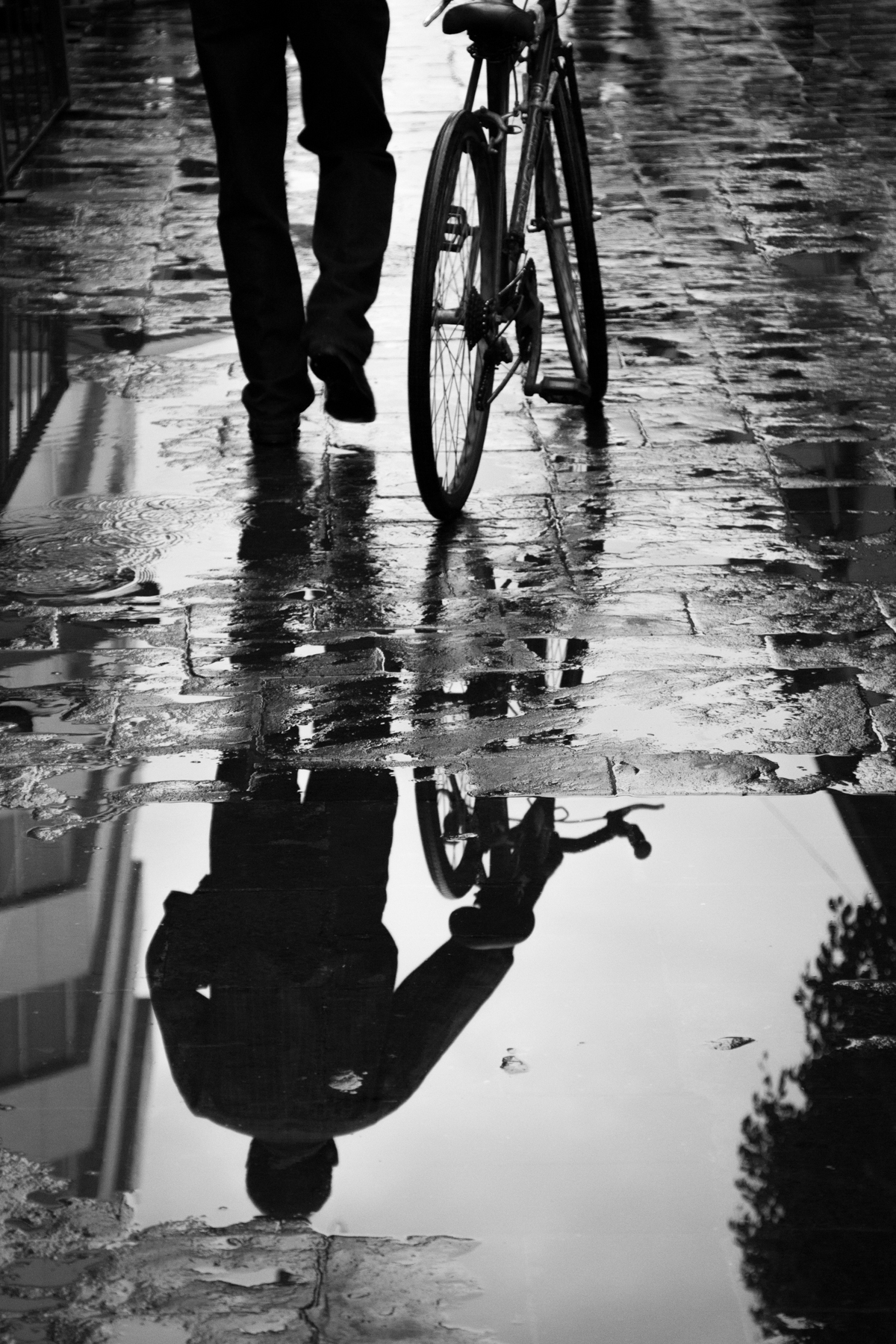
Imatge especular.

Una imatge especular és la generada mitjançant la reflexió de la llum sobre una superfície especular, on els raigs incidents es reflecteixen amb un angle igual a l'angle d'incidència (tots dos mesurats en la perpendicular al pla en aquest punt).

## Reflexió especular
La reflexió especular es produeix quan un raig de llum que incideix sobre una superfície polida (mirall) canvia la seva direcció sense canviar el medi per on es propaga diem que el raig de llum es reflecteix.
Lleis:
1): El raig incident, la normal i el raig reflectit estan en un mateix pla que és perpendicular al pla del mirall.
2): L'angle de reflexió és igual a l'angle d'incidència.

## Reflexió difusa
Quan un raig de llum incideix sobre una superfície "no polida", els raigs no es reflecteixen en cap direcció, és a dir: es difonen. Això es pot produir per exemple en la fusta.